# Acanthella acuta
Acanthella acuta är en svampdjursart som beskrevs av Schmidt 1862. Acanthella acuta ingår i släktet Acanthella och familjen Dictyonellidae. Inga underarter finns listade i Catalogue of Life.
Arten liknar en bred kaktus i utseende och når en höjd av cirka 10 centimeter. Den hittas ofta på korallrev som ligger 10 till 40 meter under havsytan.
Acanthella acuta beskrevs vetenskaplig med hjälp av exemplar från Adriatiska havet.

## Bildgalleri

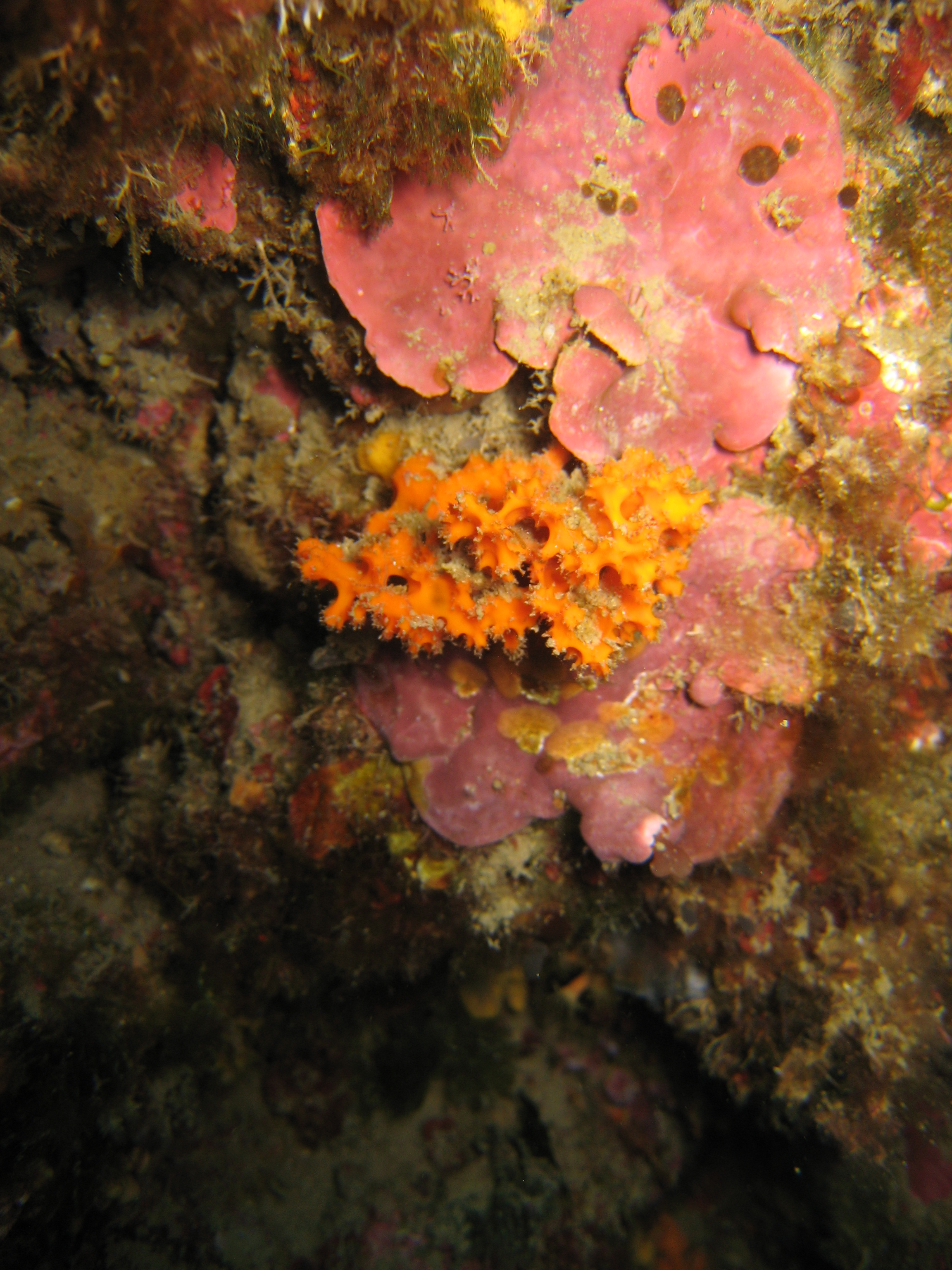